# Samsung Gear Sport
Il Samsung Gear Sport è uno Smartwatch sviluppato da Samsung Electronics. Il Gear Sport è stato rilasciato presso Samsung Galaxy Unpacked nel 2017.